# Linia kolejowa nr 278
Linia kolejowa nr 278 – prawie w całości dwutorowa, zelektryfikowana, magistralna linia kolejowa znaczenia państwowego łącząca stacje Węgliniec i Zgorzelec.

## Przebieg
Linia rozpoczyna bieg w zachodniej głowicy stacji Węgliniec, gdzie odchodzi od linii kolejowej Miłkowice – Żary. Linia kieruje się na południowy zachód do Pieńska, skąd następnie wzdłuż Nysy Łużyckiej biegnie na południe przez Lasów i Jędrzychowice. W miejscu dawnego posterunku odgałęźnego Zgorzelec Miasto (obecnie część stacji Zgorzelec) od linii odgałęzia się linia kolejowa Zgorzelec R1 – Zgorzelec R11, która kieruje się w stronę Mikułowej. Linia kończy bieg na zachodniej głowicy stacji Zgorzelec, gdzie spotyka się z linią kolejową Wrocław Świebodzki – Zgorzelec (tuż przed mostem kolejowym).
Linia została podzielona na dwa odcinki:
- A: Węgliniec – Zgorzelec Miasto (0,386 – 24,570)
- B: Zgorzelec Miasto – Zgorzelec (24,570 – 27,130)

## Historia
W 1846 roku otwarto odcinek Węgliniec – Jędrzychowice, natomiast rok później oddany do użytku został odcinek Jędrzychowice – Zgorzelec.
W latach dwudziestych XX wieku planowano elektryfikację całej linii kolejowej ze Zgorzelca do Węglińca, a następnie dalej przez Legnicę do Wrocławia. Z powodu kłopotów finansowych, a także rozpoczęcia przez Niemcy drugiej wojny światowej, do realizacji tych planów nie doszło.
W ramach rozwoju linii kolejowej E 30 Polska zaplanowała elektryfikację linii. Pierwotnie elektryfikacja miała się zakończyć w 2017 roku, ale przetarg na elektryfikację rozpisano na początku 2017 r. w formie „zaprojektuj i zbuduj”, z terminem realizacji w ciągu 19 miesięcy od zawarcia umowy. Ostatecznie najkorzystniejszą ofertę – ofertę PKP Energetyki – wybrano w październiku 2017 r., a umowę podpisano 24 listopada. Realizację projektu zaplanowano na 14 miesięcy. Po zakończeniu prac projektowych, we wrześniu 2018 r., rozpoczęto prace budowlane w terenie, przy czym po ustawieniu słupów i kratownic od stycznia następnego roku wykonawca rozpoczął rozwieszanie sieci trakcyjnej. Zakończenie prac zaplanowano na początek 2019 roku, ale termin ten przedłużono do końca 2019 roku. 15 grudnia 2019 roku zakończono elektryfikację linii i uruchomiono pierwsze pociągi zasilane energią elektryczną.
We wrześniu 2018 r. PKP PLK podpisały z przedsiębiorstwem Bombardier Transportation (ZWUS) Polska umowę na wdrożenie systemu ERTMS/ETCS poziomu 2 na linii nr 278.

## Parametry techniczne
Linia w całości jest klasy D3; maksymalny nacisk osi wynosi 221 kN dla lokomotyw oraz wagonów, maksymalny nacisk liniowy wynosi 71 kN (na 1 metr bieżący toru). Sieć trakcyjna jest typu YC150-2CS150; jest przystosowana do maksymalnej prędkości do 200 km/h; obciążalność prądowa wynosi 2730 A. Linia wyposażona jest w SHP oraz w samoczynną blokadę liniową – czterostawną typu SHL-12.

### Maksymalne prędkości
Linia dostosowana jest, w zależności od odcinka, do prędkości od 60 km/h do 160 km/h, a jej prędkość konstrukcyjna wynosi 160 km/h. Obowiązują następujące prędkości maksymalne dla pociągów:
| Tor nieparzysty (kierunek: Zgorzelec) | Tor nieparzysty (kierunek: Zgorzelec) | Tor nieparzysty (kierunek: Zgorzelec) | kilometraż | kilometraż | Tor parzysty (kierunek: Węgliniec) | Tor parzysty (kierunek: Węgliniec) | Tor parzysty (kierunek: Węgliniec) |
| Pociągi pasażerskie                   | Autobusy szynowe i EZT                | Pociągi towarowe                      | od         | do         | Pociągi pasażerskie                | Autobusy szynowe i EZT             | Pociągi towarowe                   |
| odcinek jednotorowy                   | odcinek jednotorowy                   | odcinek jednotorowy                   | 0,386      | 0,549      | 120                                | 120                                | 80                                 |
| 120                                   | 120                                   | 80                                    | 0,549      | 2,000      | 120                                | 120                                | 80                                 |
| 160                                   | 160                                   | 80                                    | 2,000      | 12,500     | 160                                | 160                                | 80                                 |
| 110                                   | 110                                   | 80                                    | 12,500     | 14,600     | 110                                | 110                                | 80                                 |
| 160                                   | 160                                   | 80                                    | 14,600     | 24,100     | 160                                | 160                                | 80                                 |
| 120                                   | 120                                   | 80                                    | 24,100     | 25,050     | 120                                | 120                                | 80                                 |
| 90                                    | 90                                    | 80                                    | 25,050     | 26,150     | 90                                 | 90                                 | 80                                 |
| 60                                    | 60                                    | 60                                    | 26,150     | 27,022     | 60                                 | 60                                 | 60                                 |
| 60                                    | 60                                    | 60                                    | 27,022     | 27,130     | odcinek jednotorowy                | odcinek jednotorowy                | odcinek jednotorowy                |

## Infrastruktura

### Rozgałęzienia
| Punkt     | Linia | Linia              | Linia            |
| Punkt     | numer | kierunek           | status           |
| Węgliniec | 282   | Miłkowice          | czynna           |
| Węgliniec | 282   | Żary               | czynna           |
| Węgliniec | 295   | Bierawa Dolna (GP) | czynna           |
| Pieńsk    | 781   | Pieńsk (GP)        | zlikwidowana     |
| Zgorzelec | 778   | Zgorzelec R11      | czynna           |
| Zgorzelec | 274   | Wrocław Świebodzki | częściowo czynna |

### Punkty eksploacyjne
Na linii znajduje się 7 różnych punktów eksploatacyjnych, w tym 2 stacje i 4 przystanki.
| Rodzaj i nazwa                                            | Zdjęcie | Liczba peronów | Liczba krawędzi peronowych | Infrastruktura | Dawne nazwy |
| stacja Węgliniec ♿︎                                       |         | 6              | 6                          | - Przejście w poziomie szyn, kładka - Sieć Wi-Fi - Parking - Informacja dla podróżnych - Poczekalnia - Lokomotywownia | Kohlfurt (1846 – 1900) Kohlfurt Bahnhof (1901 – 1909) Kohlfurt Staatsbahnhof (1910 – 1915) Kohlfurt Bahnhof (1916 – 1930) Kohlfurt (1931 – 1945) Kaławsk (1945 – 1946) |
| posterunek odgałęźny przystanek ładownia Pieńsk ♿︎        |         | 2              | 2                          | - Przejście w poziomie szyn - Plac ładunkowy - Magazyn                                                                | Penzig (1846 – 1909) Penzig (Oberlausitz) (1910 – 1945) |
| bocznica szlakowa Pieńsk POZ-BRUK                         |         | brak           | brak                       | | |
| przystanek Lasów ♿︎                                       |         | 2              | 2                          | - Przejście w poziomie szyn                                                                                           | |
| posterunek odgałęźny przystanek ładownia Jędrzychowice ♿︎ |         | 2              | 2                          | - Przejście w poziomie szyn - Plac ładunkowy                                                                          | Hennersdorf b. Görlitz (1884 – 1945) |
| przystanek Zgorzelec Miasto ♿︎                            |         | 2              | 2                          | - Kładka - Kasy biletowe                                                                                              | |
| stacja Zgorzelec ♿︎                                       |         | 4              | 4                          | - Przejście w poziomie szyn - Informacja dla podróżnych - Poczekalnia - Plac ładunkowy - Magazyn                      | Moys (1846 – 1900) Moys bei Görlitz (1901 – 1930) Görlitz-Moys (1931 – 1945) Zgorzelec Ujazd (1945 – 1957)                                                             |

### Infrastruktura towarzysząca

#### Lokalne centrum sterowania
W obrębie linii znajduje się jedno Lokalne Centrum Sterowania. Zlokalizowane jest na stacji Węgliniec (uruchomione w styczniu 2016 roku) i obejmuje posterunki Pieńsk, Pieńsk POZ-BRUK, Jędrzychowice oraz stację Zgorzelec. Centrum wykorzystuje urządzenia typu Ebilock 950 oraz Ebiscreen.

#### Bocznice
Bocznice zlokalizowane są na stacji Węgliniec oraz posterunku Jędrzychowice. W przypadku stacji są to Stacja paliw PKP Energetyka oraz Punkt Utrzymania Taboru PKP Cargo, natomiast w przypadku posterunku są to BITUMEX oraz Waldorf Statler Properties.

## Znaczenie międzynarodowe
Linia została ujęta w sieci międzynarodowych linii transportu kombinowanego (AGTC) jako linia kolejowa C59/1 Nowa Sól – Żagań – Węgliniec – Zgorzelec – Zawidów – Frýdlant na odcinku 0,386 – 25,233, natomiast w całości do sieci międzynarodowych głównych linii kolejowych (AGC) jako linia kolejowa E30 Görlitz – Zgorzelec – Wrocław – Katowice – Kraków – Przemyśl – Medyka – Mostiska.
Cała linia została zaklasyfikowana do kompleksowej i bazowej pasażerskiej sieci transportowej TEN-T.

## Ruch pociągów

### Pociągi pasażerskie
Linia została zakwalifikowana przez Biuro Eksploatacji spółki PKP Polskie Linie Kolejowe jako „linia o priorytecie pasażerskim”, dlatego też ruch pociągów pasażerskich odbywa się na całości linii. Przewoźnikami kolejowymi są Koleje Dolnośląskie, Polregio oraz PKP Intercity.
| Linia                            | Przewoźnik                                                     | Trasa |
| Pociągi podmiejskie i regionalne |                                                                | |
| KD                               | Koleje Dolnośląskie                                            | Legnica – Węgliniec – Zgorzelec – Görlitz |
| Sprinter Łużyce                  | Koleje Dolnośląskie                                            | Wrocław Główny – Legnica – Węgliniec – Zgorzelec – Görlitz                                                                                    |
| Sprinter Nysa                    | Koleje Dolnośląskie                                            | Wrocław Główny – Legnica – Węgliniec – Zgorzelec – Görlitz                                                                                    |
| Sprinter Kaczawa                 | Koleje Dolnośląskie                                            | Wrocław Główny – Legnica – Węgliniec – Zgorzelec – Görlitz                                                                                    |
| Skora                            | Koleje Dolnośląskie                                            | Wrocław Główny – Legnica – Węgliniec – Zgorzelec – Görlitz                                                                                    |
| Regio                            | Polregio                                                       | Zielona Góra – Żagań – Żary – Węgliniec – Zgorzelec – Görlitz                                                                                 |
| Pociągi dalekobieżne             |                                                                | |
| Łużyce                           | PKP Intercity (IC) - obsługiwane przez Express Intercity (EIC) | Warszawa Wsch.- Warszawa Centr. - Skierniewice - Łódź Widzew - Ostrów Wlkp. - Krotoszyn - Oleśnica Rataje - Wrocław Gł. - Legnica - Zgorzelec |

## Galeria

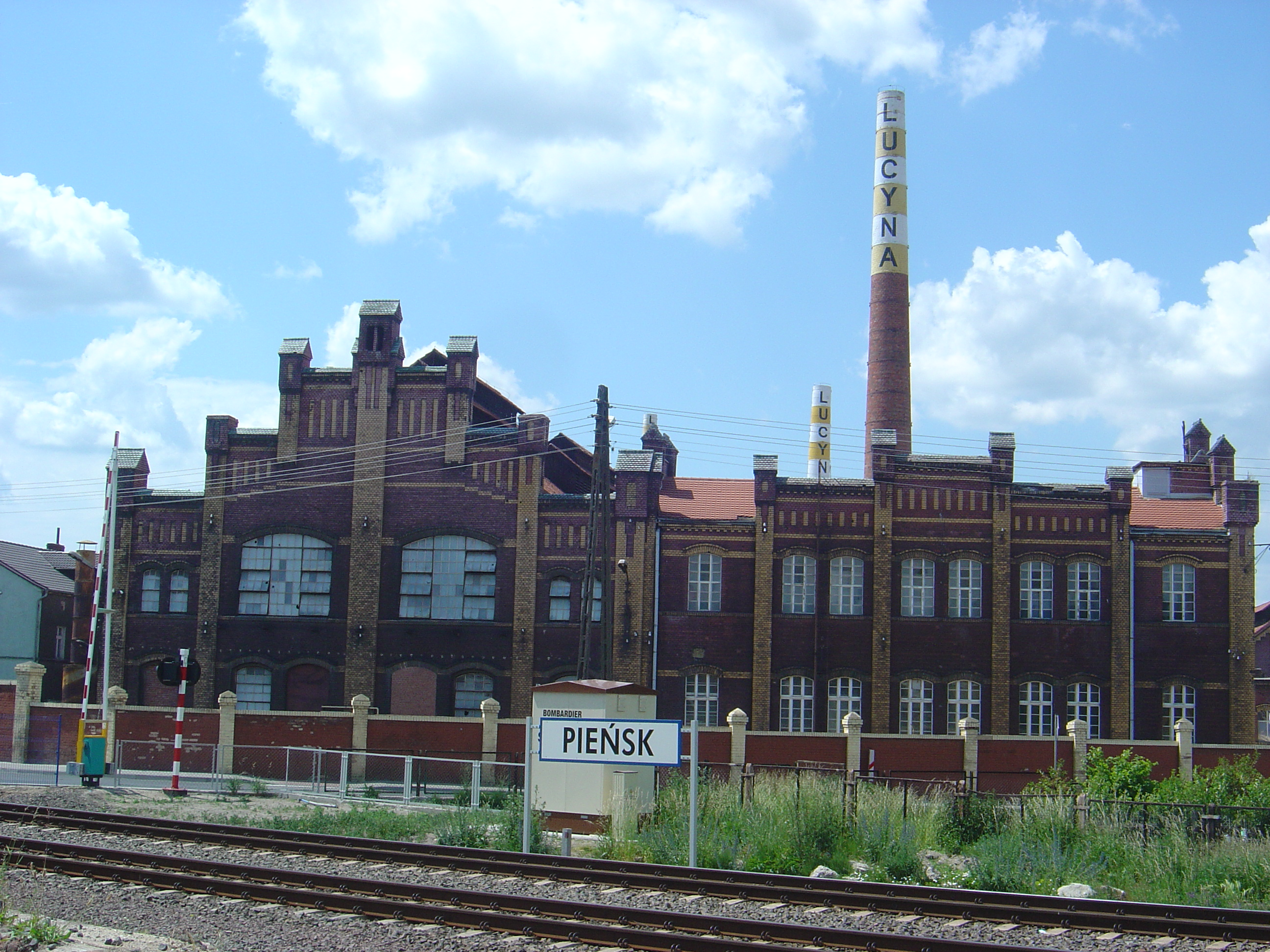
Zespół Huty Szkła Lucyna przy posterunku Pieńsk
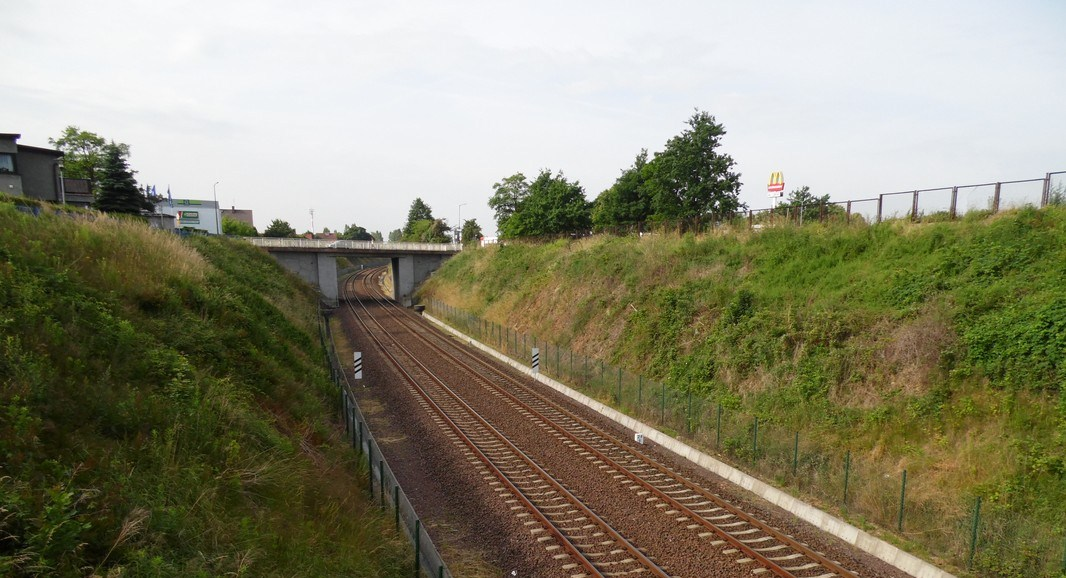
Linia w Zgorzelcu przed elektryfikacją
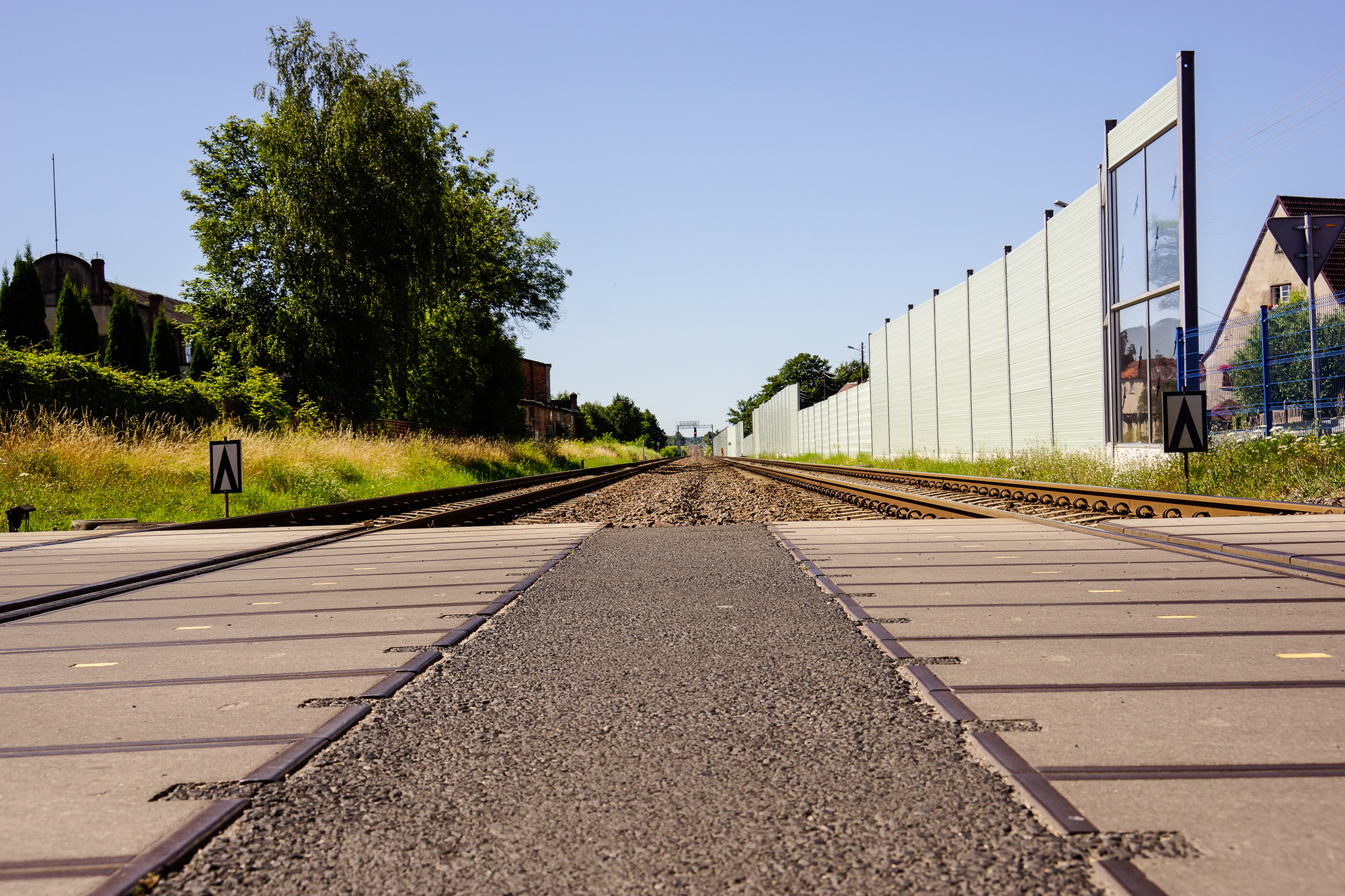
Przejazd kolejowy w Pieńsku przed elektryfikacją
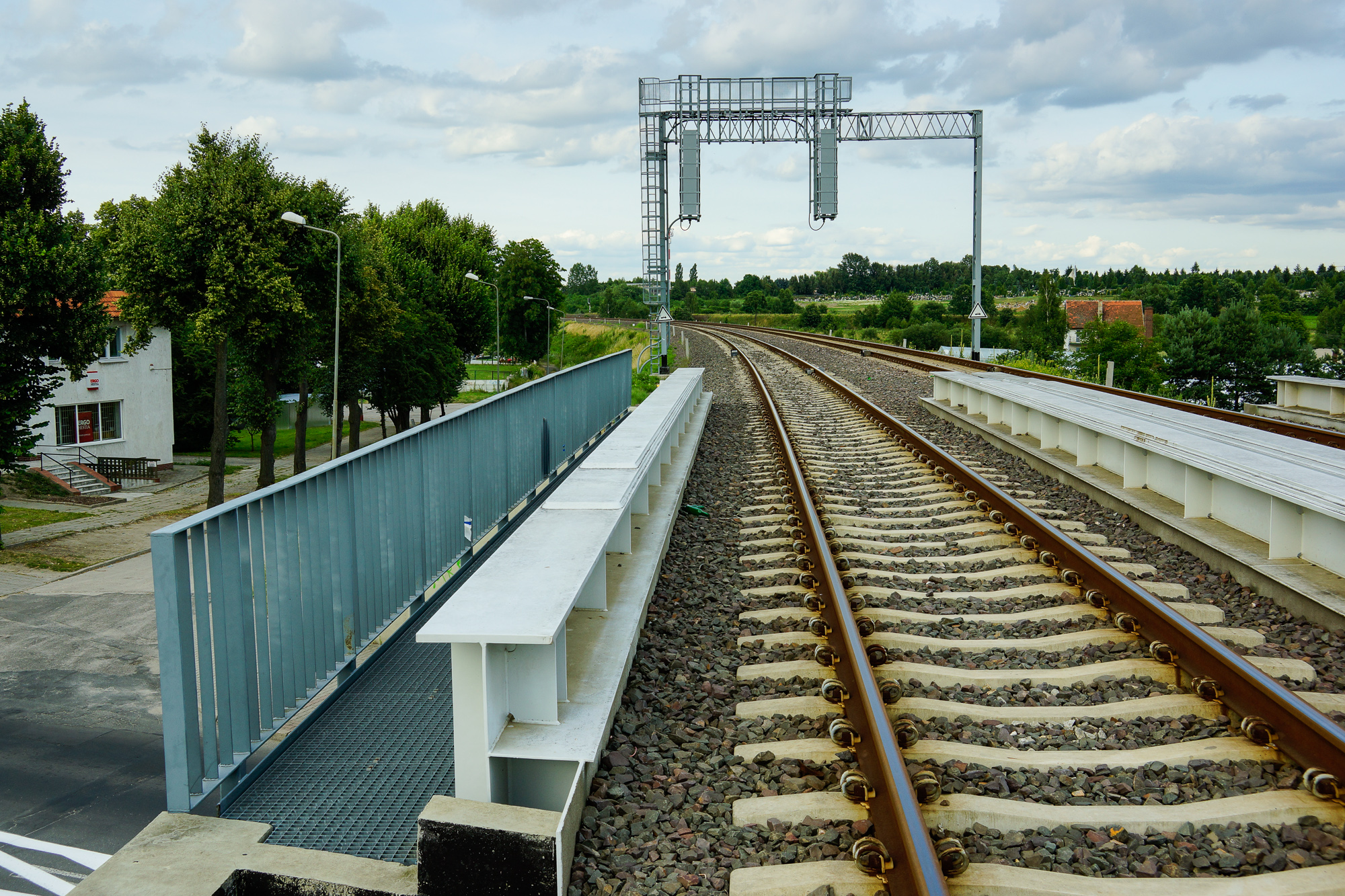
Wiadukt linii kolejowej nad ul. Warszawską